# Rafael Rojas (luchador)
Rafael Rojas (Buenos Aires, 1941 - ibídem, 2007) fue un luchador de catch y actor argentino. Personificó al árabe Tufic Memet en Titanes en el Ring,y a Joe El Gurka en Lucha Fuerte.

## Carrera
Rojas se inició en Titanes en el Ring hacia fines de los años 1960, acompañó a Martín Karadagián en las películas Titanes en el ring y Titanes en el ring contraataca. También personificó a uno de Los Reyes Magos en el último film. En 1997 participó del retorno de Titanes en el Ring a la televisión argentina, junto a la mayoría de los luchadores originales de la troupe de Karadagián.
En su larga trayectoria de lucha libre televisada personificó a los personajes de Gaspar (uno de los Reyes Magos), Tufic Memet, Nemet, El Califa, Memet, Sagán El Bárbaro y Joe El Gurka. En las épocas que Titanes... tenía muchos shows en teatro en la década del '70, en algunos de los mismos personificó a La Momia.
Rafael Rojas murió en 2007.